# Chrysemosa
Chrysemosa is een geslacht van insecten uit de familie van de gaasvliegen (Chrysopidae), die tot de orde netvleugeligen (Neuroptera) behoort.

## Soorten
- C. andresi (Navás, 1915)
- C. commixta (Tjeder, 1966)
- C. jeanneli (Navás, 1914)
- C. laristana (Hölzel, 1982)
- C. mosconica (Navás, 1931)
- C. parva (Tjeder, 1966)
- C. piresi (Hölzel & Ohm, 1982)
- C. senegalensis Hölzel et al., 1994
- C. sodomensis (Hölzel, 1982)
- C. stigmata (Navás, 1936)
- C. umbralis (Navás, 1933)